# O'Connor (Ontario)
O'Connor es un municipio canadiense situado en la provincia de Ontario.

## Superficie
O'Connor tiene una superficie de 108,56 km².

## Demografía
En 2021, tenía 689 habitantes, una densidad poblacional de 6,3 hab./km², y 283 viviendas.